# روشنک (همسر اسکندر)
روشنک (یونانی باستان: Ῥωξάνη؛ ایرانی باستان: *روخشنه-رخشانه «روشن، درخشان، تابان»؛ گاه رکسانا) یک شاهزادهٔ سغدی یا باختری بود که اسکندر مقدونی پس از شکست داریوش سوم هخامنشی و تسخیر ایران در سال ۳۲۷ پیش از میلاد، با او ازدواج کرد. زادروز او مشخص نیست، اما او احتمالاً هنگام ازدواج با اسکندر در اواخر نوجوانی یا اوایل بیست سالگی خود بوده‌است. او در سال ۳۱۰ پیش از میلاد درگذشت. سیارک رکسانا ۳۱۷ به افتخار وی نامگذاری شده‌است.

## اسکندر و روخشنه

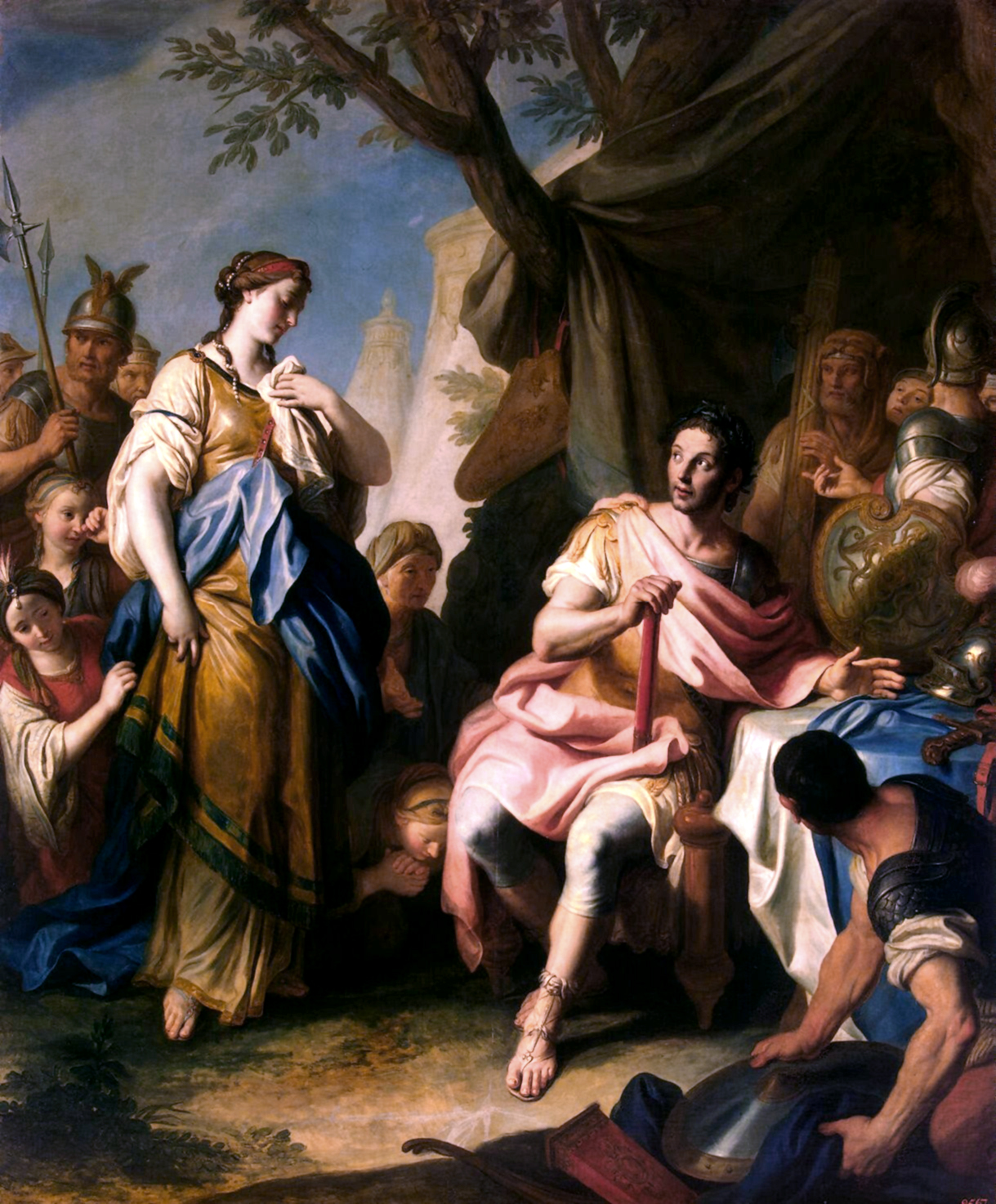
تصویری نقاشی شده از ملاقات اسکندر و روخشنه

روخشنه در سال سیصد و چهل پیش از میلاد متولد شد. او دختر یک اشراف‌زاده سغدی به نام وخشه‌ارته (یکی از زیر دستان بسوس شهربان باختر و سغد) بود و احتمالاً پدرش در قتل داریوش سوم، واپسین شاهنشاه هخامنشی دست داشته است. پس از شکست مقاومت بسوس در برابر اسکندر، وخشه‌ارته به همراه مردم بلخ و مردم سغد به رهبری اسپیتامان به مقاومت ادامه دادند.
با این حال سرانجام سغد سقوط کرد و بلخ نیز پس از دو سال و نیم مقاومت در برابر مقدونیان، با اسکندر سازش کرد. گفته شده که در زمان مذاکرات وخشه‌ارته و اسکندر، اسکندر جهانگشا در نخستین نگاه عاشق روخشنه شده و در سال ۳۲۷ پیش از میلاد با او ازدواج می‌کند. او این تصمیم را درحالی گرفته که سرداران و مشاورانش به شدت با آن مخالف بوده‌اند.
چند سال بعد، اسکندر در آخرین لشکرکشی نظامی‌اش به شهربانی‌های هندی امپراتوری هخامنشیِ سابق حمله کرد. وخشه‌ارته نیز در این حمله یکی از همراهان او بود و گزارش شده که اسکندر پدر روخشنه را به عنوان شهربانی منطقه هندوکش برگزیده است و در تمام این مدت، ملکه جدید در شوش اقامت داشته است. روخشنه یک برادر نیز داشت که گفته شده اسکندر به او علاقه زیادی نشان می‌داد.
پس از مرگ ناگهانی اسکندر در سال ۳۲۳ پیش از میلاد، احتمالاً روخشنه کسی بود که دستور کشتن دیگر بیوه شاه، یعنی استاتیرا را داد. پروشات نیز دیگر کسی بود که گفته می‌شود به دست این ملکه کشته شد. روخشنه برای از بین بردن رقبای احتمالی فرزندش که در این زمان هنوز متولد نشده بود دست به این اقدام زد.

## در شاهنامه

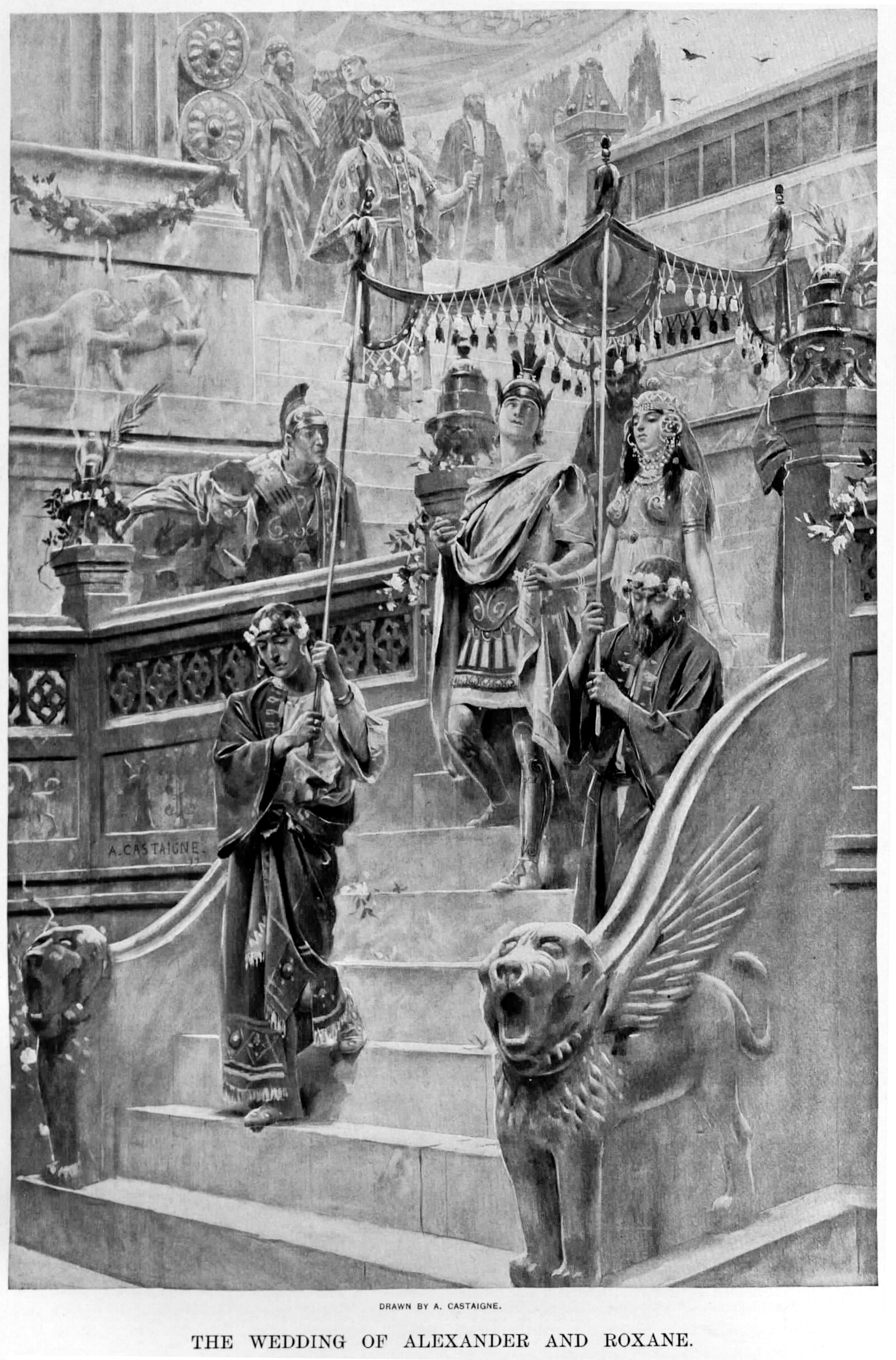
تصویری نقاشی شده از عروسی اسکندر و روخشنه اثر آندره کاستین

داستان ازدواج روشنک و اسکندر در شاهنامه فردوسی نیز آمده‌است. حکیم توس در بیتی احساسات مردم ایران دربارهٔ این ازدواج را چنین توصیف می‌کند:
| ببستند آذین به شهر اندرون |  | لبان پر ز خنده، دلان پر ز خون |

## در آثار دیگر
- در فیلم اسکندر، رزاریو داوسون نقش روخشنه را ایفا می‌کند.
- روخشنه شخصیت اصلی داستان رومنس رکسانا از ای.جی. کیو است.
- او یکی از شخصیت‌های اصلی داستان «رومنس اسکندر و رکسانا» نوشته مارشال مونرو کیرکمن است.